# Luoyanggia
Luoyanggia (що означає «з Лояна») — рід динозаврів овірапторідів, відомих з ранньокрейдової формації Хаолінг у басейні Руян у провінції Хенань, центральний Китай. Типовим видом є L. liudianensis. Хольц оцінив його в 1,5 метра і близько 2,27—9,1 кг. Моліна-Перез і Ларраменді дали аналогічні розміри 1,2 метра і 8,5 кг.